# DTS
DTS, Inc (спочатку Digital Theatre Systems) — американська компанія, що виробляє об'ємний звук для фільмів і відео. Знаходячись у Калабасас, Каліфорнія, компанія представила свою технологію DTS у 1993 році, як конкурент Dolby Laboratories, включаючи DTS у фільмі «Парк Юрського періоду» (1993). Продукт DTS використовується у форматі об'ємного звука для комерційних/театральних чи споживчих додатків. До 1995 року був відомий як «Цифровий досвід». DTS ліцензує свої технології виробникам побутової електроніки.
DTS був придбаний Tessera Holding Corporation у грудні 2016 року, потім ця корпорація була перейменована на Xperi Corporation.
Система DTS пропонує кращу якість порівняно з Dolby Digital завдяки більшій швидкості пересилання даних (максимум — 1,5 Мб/с; Dolby Digital — 640 кб/с), а також меншого коефіцієнта стиснення (4:1 на відміну від 11:1 для Dolby Digital).
Спираючись на DTS в 1999 році з'явився формат DTS-ES, що уможливив розширення плану локалізації звуків до 360 градусів завдяки тильним динамікам. Він сумісний зі стандартним форматом DTS.

## Історія
DTS була заснована Тері Бірдом, звукорежисером та випускником Калтеху (Каліфорнійський технологічний інститут). Бірд, спілкуючись з другом друга, отримав можливість зв'язатися з Стівеном Спілбергом для прослуховування ремастерингу фільму Спілберга "Близькі контакти третього ступеня" (1977) змішаного у DTS. Пізніше Спілберг використав звук DTS для наступного фільму «Парк Юрського періоду» (1993) та понад 1000 кінотеатрів у Сполучених Штатах прийняли DTS-систему за підтримки «Universal» та тодішньої материнської компанії «Matsushita Electric».

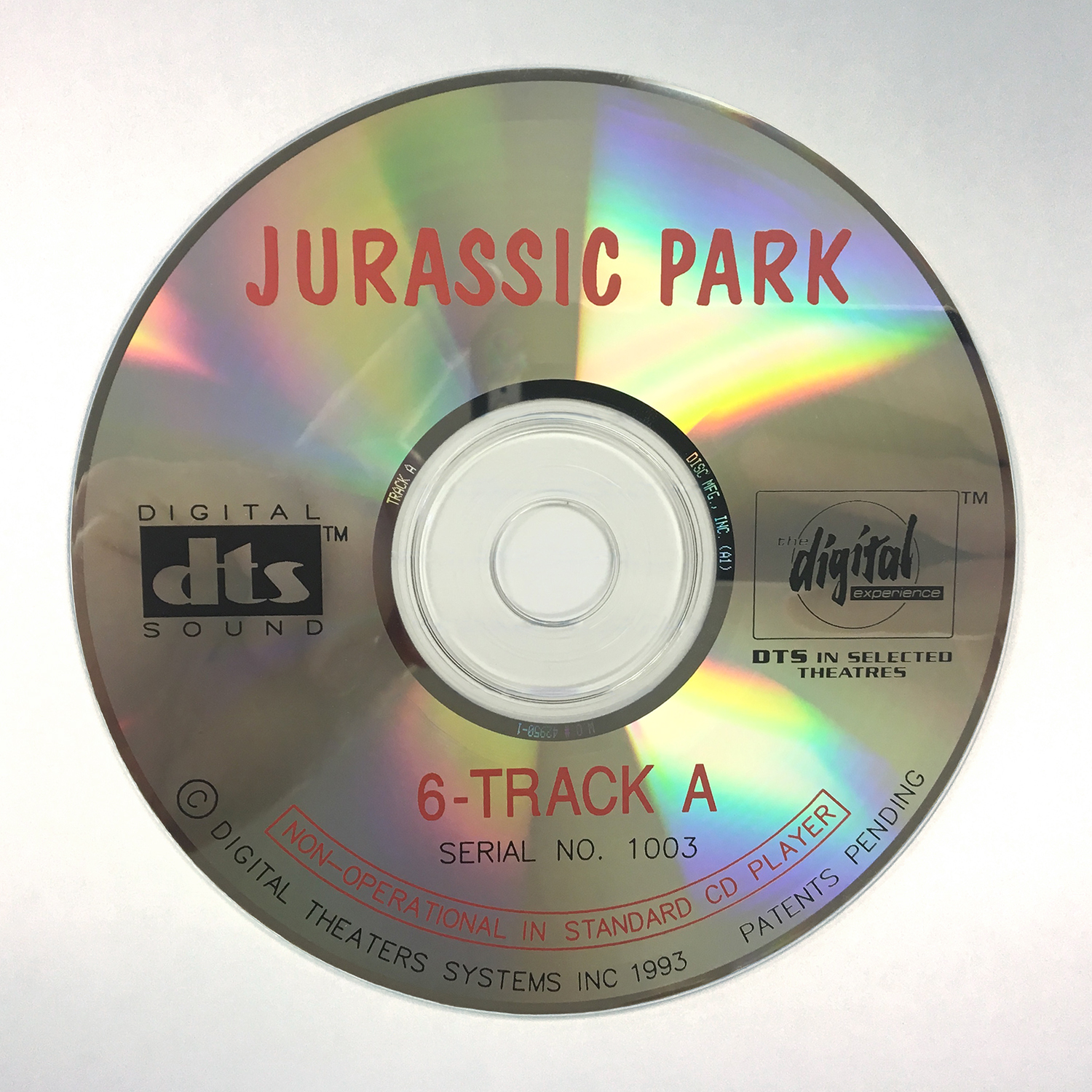
Фотографія театрального компакт-диска DTS, використаного для оригінального випуску "Парк Юрського періоду" 1993 року

Робота над новим аудіоформатом розпочалася в 1991 році, через чотири роки як Dolby Laboratories почала роботу над своїм новим кодеком Dolby Digital.
Базова та найпоширеніша версія формату ― це 5.1-канальна система, подібна до налаштування Dolby Digital, яка кодує звук як п’ять основних (повномасштабних) каналів плюс спеціальний канал LFE (низькочастотні ефекти) для сабвуфера.
Кодери та декодери підтримують численні комбінації каналів, а стерео, чотириканальні та чотириканальні+LFE саундтреки були комерційно випущені на DVD, CD та Laserdisc.
В даний час також доступні інші, новіші варіанти DTS, включаючи версії, які підтримують до семи основних аудіоканалів плюс один канал LFE (DTS-ES). Ці варіанти, як правило, базуються на філософії ядра та розширення DTS, в якій ядро даних DTS доповнюється потоком розширень, який включає додаткові дані, необхідні для використання нового варіанту. Ядро може бути декодованим будь-яким декодером DTS, навіть якщо він не розуміє новішу версію. Декодер, який розуміє новий варіант, декодує ядро, а потім змінює його відповідно до інструкцій, що містяться в потоці розширення. Цей метод забезпечує зворотну сумісність.
Основними конкурентами DTS у багатоканальному театральному аудіо є Dolby Digital і SDDS, хоча тільки Dolby Digital і DTS використовуються на DVD-дисках та реалізуються в апаратних засобах домашнього кінотеатру.
Одним з початкових інвесторів DTS Inc. був кінорежисер Стівен Спілберг, який вважав, що формати театрального звучання аж до заснування компанії перестали бути найсучаснішими, і, як наслідок, перестали бути оптимальними для використання у проектах, де якісний звук відтворення має виключно важливе значення. Спілберг дебютував у форматі зі своєю продукцією «Парк Юрського періоду» 1993 року, яка вийшла трохи менше, ніж через цілий рік після офіційного театрального дебюту Dolby Digital («Бетмен повертається»). Крім того, «Парк Юрського періоду» також став першим випуском домашнього відео, що містить звук DTS, коли він був випущений на LaserDisc у січні 1997 року, через два роки після першого випуску домашнього відео Dolby Digital («Пряма та очевидна загроза» на Laserdisc), який дебютував у січні 1995 року. Universal Pictures буде підтримувати DTS виключно до кінця 1997 року.
У 2008 році підрозділ кінематографа було ліквідовано для створення DTS Digital Cinema. У 2009 році DTS Digital Cinema придбала компанія Beaufort International Group Plc. і стала відомою як Datasat Digital Entertainment.

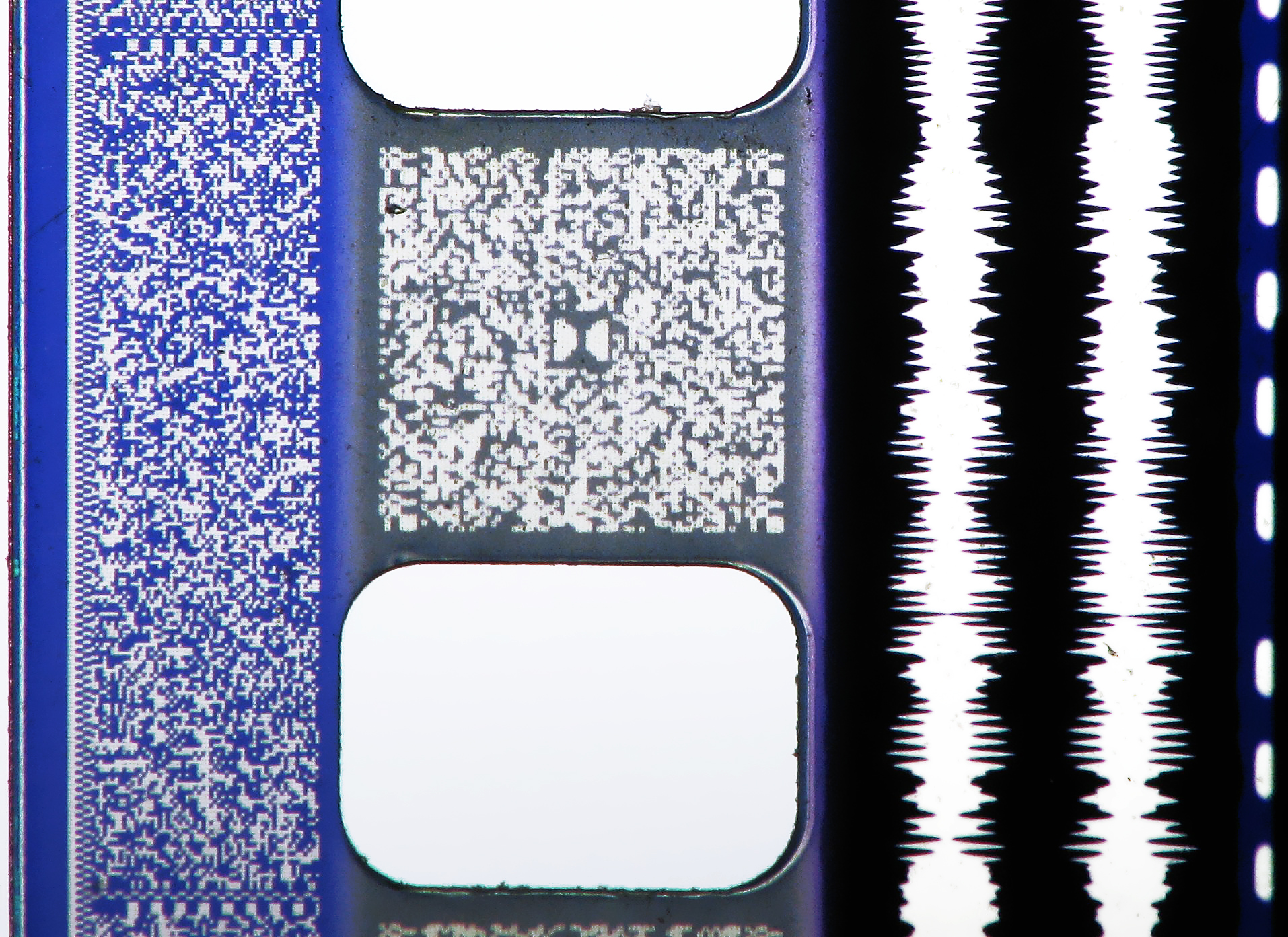
Звукові доріжки на тасьмі 35 мм: зліва: SDDS, Dolby Digital, Dolby Stereo, часовий код DTS

### SRS Labs
У 2012 році DTS придбала бізнес SRS Labs (Sound Retrieval System), психоакустичну технологію обробки 3D -звуку, що включає понад 1000 аудіопатентів та торгових марок.

### Manzanita Systems
У 2014 році DTS придбала компанію Manzanita Systems, постачальника програмного забезпечення MPEG для цифрового телебачення, VOD та цифрової реклами.

### Phorus
Phorus, дочірня компанія DTS, Inc., ― технологічна група з Лос-Анджелеса, присвячена бездротовому аудіо для підключених пристроїв.

### HD Radio (iBiquity)
2 вересня 2015 року iBiquity оголосила, що його купує компанія DTS за 172 мільйони доларів США, об'єднавши технологію цифрового радіомовлення iBiquity HD Radio з цифровими системами об'ємного звучання DTS.

### Театральне використання
У театральному використанні на фільм оптично зображується 24-розрядний часовий код. Світлодіодний зчитувач сканує дані часового коду з фільму та надсилає їх до процесора DTS, використовуючи часовий код для синхронізації проектованого зображення з аудіозаписом DTS. Багатоканальний звук DTS записується в стисненому вигляді на стандартному носії компакт-дисків зі швидкістю передачі даних 882 кбіт/с. Аудіо стиснення, що використовується в театральній системі DTS (яка дуже відрізняється і абсолютно не пов'язана з домашнім форматом цифрового об'ємного звучання DTS на основі когерентної акустики) ― це система APT-X100. На відміну від домашньої версії DTS або будь-якої версії Dolby Digital, система APT-X100 має фіксований коефіцієнт стиснення 4: 1. Зменшення даних здійснюється за допомогою піддіапазонного кодування з лінійним передбаченням та адаптивним квантуванням. Театральний процесор DTS діє як транспортний механізм, оскільки утримує та читає аудіодиски. Коли був запущений формат DTS, він використовував один або два диски з пізнішими блоками, що містять три диски, таким чином дозволяючи одному процесору DTS обробляти саундтреки до двох дискових фільмів разом із третім диском для театральних трейлерів. Часовий код DTS на 35-міліметровому друку ідентифікує назву фільму, яка відповідає окремим компакт-дискам DTS, гарантуючи, що фільм неможливо відтворити на неправильному диску. Кожен компакт-диск DTS містить програму DOS, яку процесор використовує для відтворення саундтреку, що дозволяє легко додавати поліпшення системи або виправлення помилок. На відміну від Dolby Digital і SDDS, або домашньої версії DTS, театральна система DTS несе лише 5 дискретних каналів на компакт-дисках. Доріжка сабвуфера .1 LFE змішується з дискретними каналами об'ємного звуку на диску та відновлюється за допомогою фільтрів низьких частот у кінотеатрі.

## Технології DTS

### Цифровий об'ємний звук DTS
На споживчому рівні DTS ― це часто використовуване скорочення для кодека DTS Coherent Acoustics (DCA), який можна транспортувати через S/PDIF та частина специфікацій LaserDisc, DVD та Blu-ray. Ця система є споживчою версією стандарту DTS, що використовує подібний кодек, не потребуючи окремих носіїв компакт-дисків DTS. Як і стандартні програвачі компакт-дисків, програвачі DVD та дисків Blu-ray не можуть декодувати аудіо з аудіо компакт-дисків DTS.
DTS відноситься до формату кодування аудіо aptX і базується на алгоритмі стиснення аудіоданих з адаптивною диференціальною імпульсно-кодовою модуляцією (ADPCM). На відміну від цього, Dolby Digital (AC-3) базується на модифікованому дискретному косинусному перетворенні (MDCT) алгоритмічного стиснення.
І музичні, і DVD-диски з фільмами дозволяють передавати аудіосигнал DTS, але DTS не входив до вихідної специфікації DVD, тому ранні DVD-програвачі взагалі не розпізнавали аудіодоріжки DTS. Специфікація DVD була переглянута, щоб дозволити необов’язкове включення звукових доріжок DTS. Назва DVD-диска повинна містити одну або кілька первинних звукових доріжок у форматі AC-3 або LPCM (у Європі MPEG-1 Audio Layer II також є дозволеним первинним форматом доріжки). Аудіодоріжка DTS, якщо вона є, може бути вибрана користувачем. Подальші DVD-програвачі тепер декодують DTS спочатку або передають його зовнішньому декодеру. Майже всі окремі приймачі та багато вбудованих DVD-програвачів/приймачів можуть декодувати DTS.
Невелика кількість оптичних носіїв даних Laserdisc містить звукові доріжки DTS. Формат NTSC Laserdisc дозволяє використовувати тільки аналогове аудіо або аналогові та цифрові аудіодоріжки. Laserdisc, кодовані звуком DTS, замінюють цифрову аудіодоріжку LPCM на саундтрек DTS. Цей звуковий супровід виводиться через цифрові коаксіальні або оптичні аудіовиходи і вимагає зовнішнього декодера для обробки потоку бітів.
Для відтворення ПК багато програвачів підтримують декодування DTS. Проект VideoLAN створив модуль декодування для DTS під назвою libdca (раніше libdts), який є першою реалізацією DTS з відкритим кодом.
Sony PlayStation 3 та Xbox 360 від Microsoft здатні декодувати та виводити DTS через TOSLINK або HDMI як LPCM. Однак вихід HDMI на Xbox 360 зустрічається лише на моделях "Elite" та новіших моделях, доступних з середини 2007 року з випуском материнської плати Falcon. Крім того, Xbox 360 не може декодувати DTS з аудіо компакт-дисків DTS. Консолі PlayStation 3 можуть передавати бітові потоки DTS через HDMI, але не можуть декодувати звук з аудіо компакт-дисків DTS. Новіші "тонкі" моделі також можуть передавати бітовий потік DTS-HD MA, але також не можуть декодувати аудіо з компакт-дисків DTS.

#### Порівняння з Dolby Digital
DTS та Dolby Digital (AC-3), головного конкурента DTS на ринку кінотеатрів та домашнього кінотеатру, часто порівнюють через їх подібність у цілях продукту, хоча Dolby вважав, що канали об'ємного звучання повинні бути розсіяними, і DTS сказав, що вони мають бути спрямовані . У театральних інсталяціях звук AC-3 розміщується між отворами зірочки на самій 35-мм плівці, залишаючи аудіовміст сприйнятливим до фізичних пошкоджень унаслідок зносу плівки та неправильного поводження з нею. Звук DTS зберігається на окремому наборі носіїв компакт-дисків з більшою ємністю, що дає можливість забезпечити кращу точність звуку та не підлягає звичайному зносу та пошкодженням, які зазнає друк плівки під час звичайного кінотеатру. Не звертаючи уваги на окрему збірку компакт-дисків як на потенційну точку відмови, аудіодорожник DTS порівняно несприйнятливий до деградації плівки, якщо тільки друкований плівкою часовий код повністю не зруйнований.
На споживчому (домашньому кінотеатрі) ринку AC-3 та DTS близькі за звуковими характеристиками. Коли звукова доріжка DTS кодується з найвищим допустимим бітрейтом (1509,75 кбіт/с), технічні експерти оцінюють DTS як перцептивно прозору для більшості аудіопрограмних матеріалів (тобто не відрізняються від некодованого джерела у тесті подвійного сліпого). Dolby стверджує, що її конкуруючий кодек AC-3 досягає подібної прозорості при найвищому кодованому бітрейті (640 кбіт/с). Однак у програмних матеріалах, доступних для домашніх споживачів (DVD, трансляція та передплата за цифровим телебаченням), ні AC-3, ні DTS зазвичай не працюють з максимально допустимою швидкістю передачі даних. DVD і трансляція (ATSC) HDTV з обмеженням бітрейту AC-3 при 448 кбіт/с. Але навіть при такій швидкості споживча аудіопередача вже користується кращою аудіопродуктивністю, ніж театральні (35-міліметрові фільми) установки, які обмежені ще меншими бітрейтами. Коли аудіо DTS було представлено специфікації DVD, кілька студій створили треки DTS на деяких DVD-дисках з повною швидкістю передачі даних (1509,75 кбіт/с). Більшість пізніших назв DVD, які пропонували доріжки DTS, були закодовані зі швидкістю 754,5 кбіт/с (приблизно половина швидкості 1536 кбіт/с). При такій зниженій швидкості DTS більше не зберігає прозорість звуку. Це було зроблено, щоб звільнити місце для більшої кількості звукових доріжок та вмісту, щоб зменшити витрати на розповсюдження додаткового матеріалу на кількох дисках.
AC-3 та DTS іноді оцінюються за їх кодованими бітрейтами. Dolby Digital 5.1 може стискати ті самі дані, зменшуючи їх, займаючи мінімум місця. І навпаки, прихильники DTS стверджують, що додаткові біти дають більшу точність і динамічний діапазон, забезпечуючи насичений і реалістичний звук. Але з їх відповідних бітрейтів не можна зробити жодного висновку, оскільки кожен кодек спирається на різні інструменти кодування та синтаксис для стиснення аудіо.
На додаток до стандартного 5.1-канального кодека DTS Surround, компанія має в своєму асортименті декілька інших технологій, призначених для конкуренції подібним системам Dolby Labs. Ті, які концептуально розширюють DTS (щоб додати більше каналів та/або більш точне відтворення звуку), реалізуються як розширення до основного потоку даних DTS Coherent Acoustics. Основний потік сумісний з декодерами DTS, які не підтримують розширення (и); розширення (и) надають додаткові дані, необхідні для реалізації додаткових функцій.

### DTS 70 мм
Це процес, розроблений спеціально для відтворення в кінотеатрах, оснащених 70-мм проєкцією та 6-доріжковим об'ємним звуком. Друк 70 мм DTS не має 6-доріжкової магнітної смуги, тому немає аналогового резервного копіювання, якщо цифровий звук вийде з ладу. Доріжка часового коду на плівці в багато разів ширша за 35-міліметрову версію, оскільки вона може займати нерухомість, яка раніше займалася магнітною доріжкою. Для більшої надійності в театрах із 70 мм DTS часто встановлюють два пристрої зчитування часових кодів.
Поступове зникнення 70 мм як загального виставкового формату призвело до того, що DTS-70 був зарезервований для нішевих залучень 70 мм відроджень та реставрацій. Dolby Digital не адаптовано до формату 70 мм.

### DTS-ES
DTS-ES (DTS Extended Surround) включає два варіанти: DTS-ES Discrete 6.1 та DTS-ES Matrix 5.1, залежно від того, як звук був спочатку освоєний та збережений. Обидва варіанти реалізовані способами, сумісними з декодерами DTS, які не включають підтримку DTS-ES.
Матриця DTS-ES забезпечує 5.1 дискретні канали з матричним центральним аудіоканалом. Процесори DTS, сумісні з кодеком ES, шукають і розпізнають "прапорці", вбудовані в кодування аудіо, і "розгортають" задній центральний звук з даних, які в іншому випадку надсилалися б на задні динаміки об'ємного звучання. Декодери DTS, які не розуміють ES, обробляють звук так, ніби це стандарт 5.1, а матричний звук для центрального каналу об'ємного звуку виводиться однаково з двох динаміків об'ємного звучання (так само, як звук, який має бути в центрі звукового поля в стерео запис однаково відтворюється лівим і правим динаміками). Це позначено як DTS-ES 5.1.
DTS-ES Discrete забезпечує 6.1 дискретних каналів з дискретно записаним (нематричним) центральним каналом оточення; у системах домашнього кінотеатру з конфігурацією 7.1 два задніх центральних динаміка грають у моно. Для підтримки сумісності з DTS-декодерами, які не підтримують DTS-ES, канал центрального об'ємного звучання також матрифікується в лівий і правий канали об'ємного звуку, так що звук заднього центрального каналу все ще присутній під час відтворення в 5.1 на системі, що не містить ES ; декодер ES видаляє матричний звук з цих двох каналів під час відтворення дискретних звукових доріжок DTS-ES. DTS-ES Discrete іноді позначається як DTS-ES 6.1. Лише кілька назв DVD були випущені з DTS-ES Discrete.
На відміну від цього, конкуруючий EX кодек Dolby, який також може похвалитися центральним заднім каналом, може обробляти лише матричні дані і не підтримує дискретний шостий канал; це найбільш прямо порівняно з DTS-ES Matrix.
Примітка: Задній/центральний канал кодується та декодується точно так само, як і центральний фронт. Канал центрального об'ємного звучання можна декодувати за допомогою будь-якого процесора об'ємного звуку, подаючи лівий і правий об'ємні сигнали на входи процесора. Створюється лівий центрально-правий об'єм. Це буде працювати для відтворення "оточення по центру", незалежно від того, чи вихідний матеріал явно закодований, як у DTS-ES, або прихований як атмосфера в будь-яких джерелах 5.1, включаючи DTS-ES 5.1 та Dolby 5.1.

### DTS 96/24
DTS 96/24 дозволяє передавати 5,1-канальний 24-розрядний аудіо 96 кГц та відео високої якості у форматі DVD-Video. До розробки DTS 96/24 на DVD Video можна було передавати лише два канали 24-розрядного аудіо 96 кГц. DTS 96/24 також можна розмістити у відеозоні на DVD-аудіодисках, завдяки чому ці диски можна відтворювати на всіх DVD-програвачах, сумісних з DTS. DTS 96/24 реалізовано як основний потік DTS плюс розширення, що містить дельти, щоб забезпечити відтворення звуку 96/24.

### DTS-HD High Resolution Audio
Аудіо високої роздільної здатності DTS-HD разом з DTS-HD Master Audio включають розширення DTS-HD до вихідного формату аудіо DTS. Він передає до 7,1 каналів звуку на частоті дискретизації 96 кГц і роздільній здатності 24-бітної глибини. Аудіо високої роздільної здатності DTS-HD обрано як додатковий формат об'ємного звуку для дисків Blu-ray із постійною швидкістю передачі даних до 6,0 Мбіт/с та 3,0 Мбіт/с відповідно. Він має стати альтернативою для DTS-HD Master Audio, де місце на диску може цього не дозволяти. Аудіо з високою роздільною здатністю DTS-HD реалізовано як основний потік DTS плюс розширення, що містить два додаткових канали та деталі, що дозволяють відтворювати звук 96/24.

### DTS-HD Master Audio
DTS-HD Master Audio, раніше відомий як DTS ++, є другим із двох аудіоформатів DTS-HD. Він підтримує практично необмежену кількість каналів об'ємного звуку, може забезпечувати якість звуку при бітрейтах, починаючи від без втрат (24-біт, 192 кГц) до DTS Digital Surround і, як Neo, зменшуючи до 5.1 або 2.1 систем.
DTS-HD Master Audio обрано як додатковий формат об'ємного звуку для Blu-ray, де він обмежений максимум 8 дискретними каналами. DTS-HD MA підтримує змінні швидкості передачі даних до 24,5 Мбіт/с, при цьому до 6 каналів кодуються на частоті до 192 кГц або 8 каналів, а дев’ять об’єктів кодуються на частоті 96 кГц/24 біт. Якщо використовується більше двох каналів, функція "переназначення каналів" дозволяє повторно змішати саундтрек, щоб компенсувати інший макет каналу в системі відтворення порівняно з оригінальним міксом.
Усі програвачі Blu-ray можуть декодувати звукову доріжку "основного" дозволу DTS зі швидкістю 1,5 Мбіт/с, однак, оскільки DTS-HD Master Audio також реалізовано як стандартне ядро DTS з розширеннями, але не може декодувати аудіо з аудіо компакт-дисків DTS. DTS-HD Master Audio і Dolby TrueHD ― єдині технології, які забезпечують стиснене без втрат об'ємне звучання для цих нових форматів дисків, забезпечуючи найвищу якість звуку, доступну за новими стандартами. (Система кодування DTS Coherent Acoustics була обрана як обов'язкова технологія аудіо для дисків Blu-ray).

### DTS:X
Для кожного динаміка DTS:X дозволяє "розташування" (напрямок від слухача) "об'єктів" (аудіодоріжок) бути вказаним як полярні координати. Аудіопроцесор потім відповідає за динамічне відтворення звуку в залежності від кількості та розташування доступних динаміків. Dolby Atmos використовує подібну техніку, хоча макет динаміків, використаний у кінотеатрі DTS:X ― це сума Dolby Atmos та Auro-3D. Схема, представлена в театрі № 8 AMC Burbank, має стандартний восьмиканальний базовий шар, п’ятиканальний шар висоти поверх базового шару (на передній і бічній стінках) і три ряди динаміків на стелі. Об'ємні масиви управляються низькочастотними динаміками, підвішеними до стелі.

### DTS Neo:6
DTS Neo:6, як і система Dolby Pro Logic IIx, реконструює джерела 2.1, 5.1, 6.1 або 7.1 до 3,1, 4,1, 5,1, 6,1 та 7,1-канальних систем. 2 задні динаміки системи 7.1 - моно. Neo:6 ― це багатодіапазонний декодер, на відміну від широкосмугового логічного керування Dolby Pro Logic II, що означає, що декодер може підсилювати більше одного переважного сигналу одночасно-за умови, що кожен переважний сигнал лежить в іншій смузі частот, ніж інші. Кількість керованих смуг змінюється в кожній реалізації Neo:6, причому перші декодери керуються в 12 окремих діапазонах, а пізніше ― до 19.

### DTS Neo:X
DTS Neo:X реконструює джерела 2.1, 5.1, 6.1 або 7.1 до 11.1 систем висоти та ширини фронтальних каналів. Система Dolby Pro Logic IIz додає лише фронтальні канали висоти до конфігурації 7.1. Neo: X також матрично зменшує джерела 11.1 до 5,1 або 7,1-канальних систем.

### DTS Neural:X
DTS Neural:X зазвичай поставляється в системах, які також мають DTS:X, і є технікою оновлення для оновлення або перетворення старих потоків бітів та вмісту PCM практично до будь-якої розкладки динаміків, в якій звук може надходити з будь -якої точки навколо слухача, включаючи вище.

### DTS Virtual:X
DTS Virtual:X створює "фантомні" динаміки об'ємного звучання та/або висоти, використовуючи психоакустичну обробку існуючих звукових доріжок (включаючи, за необхідності, створення каналів висоти), щоб дозволити системам із зменшеною кількістю фізичних динаміків (наприклад, телевізійним саундбарам) забезпечувати більш "захоплюючий" досвід.

### DTS Surround Sensation
DTS Surround Sensation: Раніше відомий як DTS Virtual. Він дозволяє чути віртуальний об'ємний звук 5.1 через стандартну пару навушників.

### DTS Headphone:X
DTS Headphone:X ― це метадані, які можна кодувати поверх 2-канального потоку біт DTS з втратами, який відтворює 12 каналів бінаурального об'ємного звуку за допомогою будь-якої пари стерео навушників. Функція передачі, пов'язана з керівником, розроблена компанією DTS і включає компенсацію таких приміток, як відображення та затримка, шляхом відображення акустичних характеристик оригінальної мікшової студії або іншої професійної аудіолабораторії як довідкової.

### DTS Connect
DTS Connect ― це загальна назва для двокомпонентної системи, яка використовується лише на комп’ютерній платформі, для перетворення аудіосигналу з ПК у формат DTS, який передається за допомогою одного кабелю S/PDIF. Два компоненти системи - DTS Interactive та DTS Neo:PC. Його можна знайти на різних звукових картах CMedia та вбудованому аудіо з чипами Realtek ALC883DTS/ALC889A/ALC888DD-GR/ALC892-DTS-CG та SoundMAX AD1988, а також на декількох картах на базі чипсетів X-Fi, таких як серія SoundBlaster Titanium та карти Auzentech X-Fi Forte, X-Fi Prelude, X-Fi Home Theater HD та X-Fi Bravura.
- DTS Interactive: Це кодер потоку DTS в режимі реального часу. На ПК він приймає багатоканальний звук і перетворює його у потік DTS 1,5 Мбіт/с для виведення. Оскільки для передачі звуку він використовує оригінальний кодек DTS, точність обмежується 5.1 -канальним на 48 кГц, 24 біт. Більше 5.1 каналів, вища частота дискретизації або швидкість передачі даних не підтримуються через відсутність підтримки таких варіантів DTS, як DTS 96/24. Його також можна знайти на деяких автономних пристроях (наприклад, кодері об'ємного звучання). Майже дюжина назв на PlayStation 2 містить кодер коду потоку "DTS Interactive" в режимі реального часу, такий як Grand Theft Auto: Vice City і Terminator 3: Rise of the Machines.
- DTS Neo:PC: Це технологія, заснована на матричній технології об'ємного звучання DTS Neo:6, яка перетворює будь-який стереоконтент (MP3, WMA, аудіо компакт-дисків або ігри) у імітований 7,1-канальний об'ємний звук. 7,1-канальний об'ємний звук виводиться як потік DTS для виведення через порт кабелю S/PDIF.

## Різновиди DTS
| Зведена таблиця форматів DTS, що використовуються в Blu-Ray і HD DVD | Зведена таблиця форматів DTS, що використовуються в Blu-Ray і HD DVD | Зведена таблиця форматів DTS, що використовуються в Blu-Ray і HD DVD | Зведена таблиця форматів DTS, що використовуються в Blu-Ray і HD DVD | Зведена таблиця форматів DTS, що використовуються в Blu-Ray і HD DVD | Зведена таблиця форматів DTS, що використовуються в Blu-Ray і HD DVD | Зведена таблиця форматів DTS, що використовуються в Blu-Ray і HD DVD | Зведена таблиця форматів DTS, що використовуються в Blu-Ray і HD DVD | Зведена таблиця форматів DTS, що використовуються в Blu-Ray і HD DVD | Зведена таблиця форматів DTS, що використовуються в Blu-Ray і HD DVD | Зведена таблиця форматів DTS, що використовуються в Blu-Ray і HD DVD |
|                                                                      |                                                                      |                                                                      | Blu-ray Disc                                                         | Blu-ray Disc                                                         | Blu-ray Disc                                                         | Blu-ray Disc                                                         | HD DVD                                                               | HD DVD                                                               | HD DVD                                                               | HD DVD                                                               |
| Формат                                                               | Тип компресії                                                        | Розрядн. / част. дискретизації                                       | Статус                                                               | Канали (макс.)                                                       | Виходи                                                               | Швидкість потоку (bitrate), макс.                                    | Статус                                                               | Канали (макс.)                                                       | Виходи                                                               | Швидкість потоку (bitrate), макс.                                    |
| -------------------------------------------------------------------- | -------------------------------------------------------------------- | -------------------------------------------------------------------- | -------------------------------------------------------------------- | -------------------------------------------------------------------- | -------------------------------------------------------------------- | -------------------------------------------------------------------- | -------------------------------------------------------------------- | -------------------------------------------------------------------- | -------------------------------------------------------------------- | -------------------------------------------------------------------- |
| DTS-HD Master Audio                                                  | Без втрат                                                            | 24 біт/96 кГц                                                        | Доп.                                                                 | 7,1                                                                  | 7,1                                                                  | 24,5 Мбіт/с                                                          | Доп.                                                                 | 7,1                                                                  | 7,1                                                                  | 18 Мбіт/с                                                            |
| DTS-HD High Resolution Audio                                         | З втратами                                                           | 24 біт/96 кГц                                                        | Доп.                                                                 | 7,1                                                                  | 7,1                                                                  | 6,0 Мбіт/с                                                           | Доп.                                                                 | 7,1                                                                  | 7,1                                                                  | 3,0 Мбіт/с                                                           |
| DTS Digital Surround                                                 | З втратами                                                           | 16 біт/48 кГц                                                        | Доп.                                                                 | 5,1                                                                  | 5,1                                                                  | 1,5 Мбіт/с                                                           | Доп.                                                                 | 5,1                                                                  | 5,1                                                                  | 1,5 Мбіт/с                                                           |
| DTS Digital Surround ES                                              | З втратами                                                           | 16 біт/48 кГц                                                        | Доп.                                                                 | 6,1                                                                  | 6,1                                                                  | 1,5 Мбіт/с                                                           | Доп.                                                                 | 6,1                                                                  | 6,1                                                                  | 1,5 Мбіт/с                                                           |
| DTS Digital Surround 96/24                                           | З втратами                                                           | 24 біт/96 кГц                                                        | Доп.                                                                 | 5,1                                                                  | 5,1                                                                  | 1,5 Мбіт/с                                                           | Доп.                                                                 | 5,1                                                                  | 5,1                                                                  | 1,5 Мбіт/с                                                           |
| DTS Digital Surround                                                 | З втратами                                                           | 16 біт/48 кГц                                                        | Вкл                                                                  | 5,1                                                                  | 2,0                                                                  | 1,5 Мбіт/с                                                           | Вкл                                                                  | 5,1                                                                  | 2,0                                                                  | 1,5 Мбіт/с                                                           |
| DTS Express                                                          | З втратами                                                           | 16 біт/48 кГц                                                        | Вкл                                                                  | 5,1                                                                  | 5,1                                                                  | 256 кбіт/с                                                           | Вкл                                                                  | 2,0                                                                  | 2,0                                                                  | 256 кбіт/с                                                           |